# Ultraman Max
Ultraman Max (en japonés: ウルトラマンマックス, Urutoraman Makkusu?) es la 19.ª temporada de las Ultra Series producida por Tsurubaya Productions y Chubu-Nippon Broadcasting Co. Ltd. que comenzó a emitirse el 2 de julio de 2005. Después de la oscura serie Ultraman Nexus, Tsuburaya presentó una fórmula más tradicional con monstruos semanales y un tema menos oscuro.
El 10 de octubre de 2014, Crunchyroll anunció que la serie sería transmitida en su servicio de streaming a partir del 17 de octubre de 2014 en Estados Unidos, Canadá, Latinoamérica, Reino Unido, Australia y Nueva Zelanda.
El 27 de enero de 2017, la cadena de televisión estadounidense Toku anunció que la serie será transmitida en Estados Unidos en su canal a partir del 27 de febrero de 2017, convirtiéndose en la quinta Ultra Serie en transmitirse en los Estados Unidos después de Ultraman, Ultra Seven, Ultraman Towards the Future y Ultraman Tiga. 

## Historia
Aunque ciertos monstruos de la serie Ultra anterior aparecen aquí en esta serie, los personajes realmente no los reconocen. Esta serie no tiene ninguna continuidad directa a ninguna de las otras Series Ultra (excepto el episodio 24: "The Untargeted Town", que parece ser una secuela del episodio 8 de la serie Ultra Seven: "The Targeted Town").
Al igual que sus predecesores, Ultraman Max es de Nebula M78 y es apoyado por DASH (Defense Action Squad Heroes), una rama de la UDF (United Defense Federation). El nombre de su anfitrión humano es Touma Kaito. Ultraman Max se basa en Ultra Siete y tiene dos armas principales a su disposición, el Maxium Cannon disparó desde su mano izquierda y la Espada Maxium que es un cortador de búmeran de mano.
Otro Ultraman conocido como Ultraman Xenon, o Janos, aparece por primera vez en el episodio 13, y de nuevo brevemente en el episodio 39. Mientras Ultraman Xenon está convocando una nueva arma desde el cielo para usar contra Zetton, es atacado por Zetton y el arma Se une a la muñeca derecha de Max. Ultraman Max utiliza entonces la nueva arma conocida como la Galaxia Max para destruir a Zetton.
El equipo DASH está estacionado en un puerto y su base se llama Base Titan. Tienen un avión principal llamado Dash Mother que libera otros dos pequeños aviones conocidos como Dash Bird 1 y 2. Un tercer avión llamado Dash Bird 3 aparece en el episodio 23.
El equipo DASH también tiene un operador androide, que aprende un poco sobre el comportamiento humano en algunos episodios. Su nombre es Elly y ella tiene un pequeño balón en forma de robot llamado Koko que hace un sonido agudo para responder a las preguntas.
Esta serie era también única pues era la primera vez que un gaijin (extranjero) era un miembro oficial del equipo de Ultraman. El nombre del personaje es Sean White (interpretado por el actor Sean Nichols, famoso en Japón por estar en el popular programa para niños Eigo de Asobo-Let's Have Fun with English).

## Argumento
Un extraterrestre de la Nebulosa M78, fue asignado a inspeccionar la Tierra para ver si la humanidad estaba preparada para mediar pacíficamente con el Universo. Pero llegó en un momento en el que la tierra estaba siendo atacada por monstruos. Durante el ataque, quedó asombrado al ver la valentía de Kaito Toma, quien intentaba salvar a otras personas del ataque de los monstruos, sin tener en cuenta su propia vida. Entonces, este ser, decidió fusionarse con Kaito y permanecer en la Tierra, para luchar por la humanidad. Ahora, Kaito, puede transformarse en Ultraman Max colocando el Max Spark en su brazo izquierdo, y obtener todo su poder durante unos tres minutos.
Finalmente, el extraterrestre, le dijo a Kaito que le faltaba poco para regresar a la Nebulosa M78. Después de derrotar a la última bestia mecánica Giga Berserke, confiaría la paz de la Tierra a la humanidad y regresa a la Nebulosa M78. 

## Reparto
| Actor                                               | Papel             |
| --------------------------------------------------- | ----------------- |
| Sota Aoyama (青山 草太, Aoyama Sōta?)               | Kaito Touma       |
| Kai Shishido (宍戸 開, Shishido Kai?)               | Shigeru Hijikata  |
| Hitomi Hasebe (長谷部 瞳, Hasebe Hitomi?)           | Mizuki Koishikawa |
| Nobuyuki Ogawa (小川 信行, Ogawa Nobuyuki?)         | Kenjiro Koba      |
| Sean Nichols (ショーン・ニコルス, Shōn Nikorusu?)   | Sean White        |
| Hikari Mitsushima (満島 ひかり, Mitsushima Hikari?) | Elly              |
| Susumu Kurobe (黒部 進, Kurobe Susumu?)             | Kenzo Tomioka     |
| Hiroko Sakurai (桜井 浩子, Sakurai Hiroko?)         | Yukari Yoshinaga  |

#### Reparto invitado
Entre paréntesis el número de episodio en el que han aparecido.
- Yuki Sato (佐藤勇輝, Sato Yuki?) como Shota (1)
- Takeshi Yano (矢野武, Yano Takeshi?) como el padre de Shota (1)
- Natsuko Yamamoto (山本奈津子, Yamamoto Natsuko?) como la madre de Shota (1)
- Naoki Nakanishi (中西直輝, Nakanishi Naoki?) como locutor CBC (1)
- Saori Amakawa (天川紗織, Amakawa Saori?) como Miu Hayama (2)
- Chihiro Yarita (鎗田千裕, Yarita Chihiro?) como Chihiro (3)
- Masakazu Azuhata (小豆畑雅一, Azuhata Masakazu?) como trabajador (4)
- Tomoyuki Inoue (井上智之, Inoue Tomoyuki?) como trabajador (4)
- Yukijirō Hotaru (螢雪次朗, Hotaru Yukijirō?) como Mitsugu Shindō (5 y 6)
- Atsushi Narasaka (奈良坂 篤, Narasaka Atsushi?) como Kenji Niimi (5)
- Kenzaburo Kikuchi (菊地 謙三郎, Kikuchi Kenzaburo?) como Kesam (7)
- Sumimaro Yoshimi (吉見純麿, Yoshimi Sumimaro?) como médico (8)
- Sōtarō Hayashi (林壮太郎, Hayashi Sōtarō?) como reparador (8)
- Sabu Kawahara (河原 さぶ, Kawahara Sabu?) como Mizukami (9)
- Chiaki Azuma (東千晃, Azuma Chiaki?) como la mujer (9)
- Tatsuya Ito (伊藤竜也, Ito Tatsuya?) como Goro Mizukami (9)
- Eiji Ōki (大城英司, Ōki Eiji?) como trabajador de la construcción (9)
- Yuki Higashi (ひがし由貴, Higashi Yuki?) como locutor (9)
- Hironori Okajima (岡島博徳, Okajima Hironori?) como oficial de policía (9)
- Yūji Suzuki (鈴木祐二, Suzuki Yūji?) como joven (9)
- Hirochika Muraishi (村石宏實, Muraishi Hirochika?) como personal de televisión (9)
- Reo Kurihara (栗原玲央, Kurihara Reo?) como Masayuki (10)
- Narumi Iihara (飯原成美, Iihara Narumi?) como Minayo (10)
- Ichirō Itano (板野 一郎, Itano Ichirō?) como ciudadano que huye (10)
- Tsuyoshi Tsukano (鹿角剛, Tsukano Tsuyoshi?) como ciudadanos que huye (10)
- Ayako Fujitani (藤谷 文子, Fujitani Ayako?) como Yuri Sakata (11)
- Uketa Take (タケ・ウケタ, Take Uketa?) como Yuichi Sakata (11)
- Kao Itō (伊東香緒, Itō Kao?) como enfermera (11)
- Kozue Koyanagi (西辻こずえ, Koyanagi Kozue?) como enfermera (11)
- Yūko Yamamoto (山本裕子, Yamamoto Yūko?) como madre (11)
- Masami Yoshida (吉田昌美, Yoshida Masami?) como madre (11)
- Hiroyuki Kobayashi (小林啓之, Kobayashi Hiroyuki?) como oficial de evacuación (11)
- Ryōhei Nakamura (中村良平, Nakamura Ryōhei?) como director (12)
- Tarō Nogi (乃木太郎, Nogi Tarō?) como pareja (12)
- Mari Nakamura (中村まり, Nakamura Mari?) como pareja (12)
- Nao Nagasawa (長澤 奈央, Nagasawa Nao?) como Natsumi Oda (13 y 14)
- Kazuhiro Yamaga (山賀教弘, Yamaga Kazuhiro?) como Guardia de seguridad de la base Titán (13)
- Misuzu Igarashi (五十嵐美鈴, Igarashi Misuzu?) como florista (13)
- Machiko Matsuda (松田真知子, Matsuda Machiko?) como barbero (13)
- Shinji Nomura (野村 信次, Nomura Shinji?) como anciano (13)
- Mari Iwasa (岩佐まり, Iwasa Mari?) como maestra de guardería (13 y 14)
- Mao Sasaki (佐々木麻緒, Sasaki Mao?) como Akko (15)
- Ryō Kamon (加門良, Kamon Ryō?) como doctor (15)
- Momoko Tezuka (手塚桃子, Tezuka Momoko?) como enfermera (15)
- Sayaka Ōta (大田沙也加, Ōta Sayaka?) como ama de casa (16)
- Kiku Hirokawa (広川キク, Hirokawa Kiku?) como ama de casa (16)
- Sayoko Nasu (那須佐代子, Nasu Sayoko?) como ama de casa (16)
- Aki Morita (森田亜紀, Morita Aki?) como ama de casa (16)
- Hiroshi Okazaki (岡崎宏, Okazaki Hiroshi?) como presentador de televisión (16)
- Yuka Sakano (坂野友香, Sakano Yuka?) como presentadora de televisión (16)
- Okayama Yuka (岡山優花, Yuka Okayama?) como chica (16)
- Saki Kamiryo (上良 早紀, Kamiryō Saki?) como Nina (17)
- Masahiro Satō (佐藤正宏, Satō Masahiro?) como Shamar Alien (18)
- Masahiro Noguchi (野口 雅弘, Noguchi Masahiro?) como pescador (18)
- Masanori Mimoto (三元雅芸, Mimoto Masanori?) como guardia de seguridad de la UDF (18)
- Hiromi Onoe (尾上博美, Onoe Hiromi?) como madre (18)
- Jin Sasaki (佐々木仁, Sasaki Jin?) como personal de la acería (18)
- Shinji Suzuki (鈴木信二, Suzuki Shinji?) como personal de la acería (18)
- Sayuri Murase (村瀬小百合, Murase Sayuri?) como ama de casa (18)
- Hiroaki Matsuzawa (松澤仁晶, Matsuzawa Hiroaki?) como empleado de la empresa de letreros de neón (18)
- Kohji Moritsugu (森次 晃嗣, Moritsugu Kōji?) como Dr. Takeru Ozaki (18)
- Alexander Otsuka (アレクサンダー大塚, Arukezandā Ōtsuka?) como Alien Tarla (19)
- Miyoko Yoshimoto (芳本美代子, Yoshimoto Miyoko?) como Hatsuki Yamaguchi (20)
- Joe Onodera (小野寺 丈, Onodera Jō?) como Takeo Yamaguchi (20)
- Ayako Yoshitani (吉谷 彩子, Yoshitani Ayako?) como
- Shōichirō Akaboshi (赤星昇一郎, Akaboshi Shōichirō?) como Sacerdote, estrella fugaz Ichiro, jinete (20)
- Yuri Gotō (後藤祐里, Gotō Yuri?) como locutora del tiempo (20)
- Hiroshi Inoue (井上浩, Inoue Hiroshi?) como locutor (20)
- Tomoko Ōtakara (大寳智子, Ōtakara Tomoko?) como Kanami Miyahara (21)
- Hideaki Ishii (石井 英明, Ishii Hideaki?) como Kazuma Uno (21)
- Hiromi Kawasaki (川先宏美, Kawasaki Hiromi?) como reportera Yumiko Takayama (21)
- Dai Kawashima (川島大, Kawashima Dai?) como joven (21)
- Daisuke Fujita (藤田 大助, Fujita Daisuke?) como hombre joven (21)
- Ryūji Honda (本多隆二, Honda Ryūji?) como residente (21)
- Renji Ishibashi (石橋 蓮司, Ishibashi Renji?) como Ikuo Hasunuma (22)
- Taro Suwa (諏訪太朗, Suwa Taro?) como Akihiro Saeki (22)
- Tetsuya Igawa (井川哲也, Igawa Tetsuya?) como Bastón de Poseidón (23)
- Teruyuki Ishii (石井テルユキ, Ishii Teruyuki?) como Bastón de Poseidón (23)
- Hitoshi Ōya (大家仁志, Ōya Hitoshi?) como Bastón de Poseidón (23)
- Naomasa Musaka (六平直政, Musaka Naomasa?) como detective Narazaki (24)
- Masanari Nihei (二瓶 正也, Nihei Masanari?) como Dr. Date (23, 31, 34 y 38)
- Masami Horiuchi (堀内 正美, Horiuchi Masami?) como Yōjirō Matsunaga (Investigador) (24)
- Hirokazu Akama (赤間浩一, Akama Hirokazu?) como trabajador de fábrica (24)
- Masanori Iwasaki (岩崎正寛, Iwasaki Masanori?) como trabajador de fábrica (24)
- Yōichi Uesugi (上杉陽一, Uesugi Yōichi?) como trabajador de fábrica (24)
- Shingo Uchiide (打出親五, Uchiide Shingo?) como diseñador de vestuario (24)
- Minori Terada (寺田 農, Terada Minori?) como Alien Metron (24)
- Ōta Tanino (谷野欧太, Tanino Ōta?) como Kakeru (25)
- Gamon Kaai (河相 我聞, Kaai Gamon?) como Alien Neril "Keef" (25)
- Shin'ya Yamazaki (山﨑進哉, Yamazaki Shin'ya?) como Jefe del equipo de investigación de Matokawa (25)
- Akihiro Shimomura (下村彰宏, Shimomura Akihiro?) como locutor (25)
- Hotaru Nomoto (野本 ほたる, Nomoto Hotaru?) como Ayu (25)
- Kento Ono (小野 健斗, Ono Kento?) como estudiante de secundaria (25)
- Shingo Michinaka (途中慎吾, Michinaka Shingo?) como estudiante de secundaria (25)
- Hiroshi Inuzuka (犬塚 弘, Inuzuka Hiroshi?) como doctor en Ciencias Antiguas (26)
- Mikio Murakami (村上幹夫, Murakami Mikio?) como anciano con palo de fresno (26)
- Tatsuo Ashidachi (足立建夫, Ashidachi Tatsuo?) como guardabosques (26)
- Mami Tokuda (得田舞美, Tokuda Mami?) como la madre del Dr. Fururi (26)
- Maya Hoshino (星野マヤ, Hoshino Maya?) como Alien Pitt (27)
- Rie Mashiko (益子梨恵, Mashiko Rie?) como Alien Pitt (27)
- Shin Eguchi (江口信, Eguchi Shin ?) como doctor (27)
- Toru Morinaga (森永徹, Morinaga Toru?) como técnico Itoigawa (27)
- Makoto Araki (荒木誠, Araki Makoto?) como oficiale de policía (27)
- Mai Saitō (斉藤 麻衣, Saitō Mai?) como Ririka (28)
- Kazuo Andō (安藤一夫, Andō Kazuo?) como miembro de KBN (Yokouchi) (28)
- Kumiko Itō (伊藤久美子, Itō Kumiko?) como miembro de KBN (Taeko) (28)
- Ryou Nitta (新田亮, Nitta Ryou?) como miembro de KBN (Nakamura) (28)
- Sumiko Takai (高井純子, Takai Sumiko?) como la madre de Ririka (28)
- Shōichirō Akaboshi (赤星昇一郎, Akaboshi Shōichirō?) como Kosei Ueda (29)
- Buntarō Aoyagi (青柳文太郎, Aoyagi Buntarō?) como Shinji Hitomi (29)
- Hiromi Eguchi (江口ヒロミ, Eguchi Hiromi?) como Hiroko Sakuragi (29)
- Bokuzō Masana (正名 僕蔵, Masana Bokuzō?) como oficial Yokoyama (29)
- Hideyuki Horanai (洞内秀幸, Horanai Hideyuki?) como personal de UNBALANCE (Narammaru) (29)
- Hisaya Wakabayashi (若林久弥, Wakabayashi Hisaya?) como personal de UNBALANCE (29)
- Kazuho Mitsuta (満田 かずほ, Mitsuta Kazuho?) como director de DESBALANCE (29)
- Takehiro Kuramochi (倉持武弘, Kuramochi Takehiro?) como camarógrafo de Utsumi (29)
- Hirochika Muraishi (村石宏實, Muraishi Hirochika?) como Straddle (29)
- Kenji Sahara (佐原 健二, Sahara Kenji?) Actor: Hideki Okada (岡田秀樹, Okada Hideki?) como Kenji Sahashi (29)
- Yasuhiko Saijō (西條康彦, Saijō Yasuhiko?) Actor: Masahiko Katayama (片山雅彦, Katayama Masahiko?) como Yasuhiko Saigo (29)
- Kunio Masuoka (正岡邦夫, Masuoka Kunio?) como doctor (30)
- Masanori Tomita (冨田昌則, Tomita Masanori?) como pescadero (31)
- Yoshinobu Ishikura (石倉良信, Ishikura Yoshinobu?) como  frutero (31)
- Sandayū Dokumamushi (毒蝮 三太夫, Dokumamushi Sandayū?) como guardia de seguridad (33)
- Ryohei Odai (小田井 涼平, Odai Ryōhei?) como Kerus (32)
- Kōshin Ikeda (池田晃信, Kōshin Ikeda?) como Tsutomu Ichinose (33 y 34)
- Anzu Handa (半田杏, Handa Anzu?) como el pequeño Baltan (33 y 34)
- Ryu Manatsu (真夏竜, Manatsu Ryū?) como oficial de policía residente (33 y 34)
- Usō Ozaki (尾崎 右宗, Ozaki Usō?) como Dark Baltan (33 y 34)
- Tsubasa Kobayashi (小林翼, Kobayashi Tsubasa?) como Ikuta Uchuu (35)
- Momoko Shimizu (清水 萌々子, Shimizu Momoko?) como Nozomi Ikuta (35)
- Miyuki Komatsu (小松 みゆき, Komatsu Miyuki?) como reportera (35)
- Hiromi Ono (小野日路美, Ono Hiromi?) como madre de los hermanos Ikuta (35)
- Toshiyuki Watarai (渡来敏之, Watarai Toshiyuki?) como Dr. Yotsuya (36)
- Hidenori Koyanagi (小柳 秀典, Koyanagi Hidenori?) como evacuado (36)
- Nagare Hagiwara (萩原 流行, Hagiwara Nagare?) como Kazuya Narimiya (37)
- Ibuki Ueno (上野一舞, Ueno Ibuki?) como Mizuki de niño (37)
- Kaori Nakamura (中村果生莉, Nakamura Kaori?) como miembro regular de Base Titan (38)
- Shelley Sweeney (シェリー・スゥエニー?) como Delos (39)

#### Reparto de voces
- Shirō Sano (佐野 史郎, Sano Shirō?) Narrador
- Kazuya Nakai (中井 和哉, Nakai Kazuya?) como Ultraman Max
- Yasuhiro Takato (高戸 靖広, Takato Yasuhiro?) Max Box, narración de material adicional del DVD
- Yasuhiko Kawazu (川津 泰彦, Kawazu Yasuhiko?) como Alien Sran (4)
- Masakazu Handa (半田雅和, Handa Masakazu?) Narración del programa de televisión (9)
- Akemi Misaki (御崎朱美, Misaki Akemi?) Narración del programa musical (12)
- Yukitoshi Hori (堀 之紀, Hori Yukitoshi?) como Alien Zetton (13 y 14)
- Osamu Ryūtani (龍谷修武, Ryūtani Osamu?) como Ultraman Xenon (13 y 39)
- Moriya Endō (遠藤守哉, Endō Moriya?) como Moetaranga (31)
- Isao Teramoto (寺本勲, Teramoto Isao?) como Ultraman Max (alter ego), Dark Baltan (alter ego) (34)
- Masato Hirano (平野 正人, Hirano Masato?) como Auto Maton (38)
- Shin'ichi Yamada (山田 真一, Yamada Shin'ichi?) como Satellite Berserk y como anuncio de evacuación (38 y 39)
- Yuriko Yamamoto (山本 百合子, Yamamoto Yuriko?) como Delos (39)

## Otros créditos
- Fotografía: Masakazu Oka, Masao Nakabori y Takeshi Arai
- Edición: Yōsuke Yafune
- Cooperación musical: Toru Fuyuki (Shōkō Maita)
- Soprano: Yuka Onishi
- Lucha con espadas: Tatsumi Nikamoto y Hiroyuki Okano
- Diseño de personajes: Hiroshi Maruyama, Ichirō Itano, Keiichi Satō y Masaru Nakamura
- Diseño de personajes/tablero de imágenes: Yasushi Torisawa
- Director de movimiento CGI/CGI: Ichirō Itano
- Supervisor CGI: Tsuyoshi Tsukano
- Cooperación de producción: Bandai Namco Holdings y Dentsu.

## Episodios
| N.º | Título | Dirigido por       | Escrito por                 | Fecha de lanzamiento original |
| --- | --- | ------------------ | --------------------------- | ----------------------------- |
| 1 | « Ultraman Max Arrives! (¡Llega Ultraman Max!)» «en japonés: ウルトラマンマックス誕生!, (Urutoraman Makkusu Tanjō!?)» | Shusuke Kaneko     | Kengo Kaji y Yūji Kobayashi | 2 de julio de 2005            |
| Una familia está disfrutando de un pícnic en las montañas cuando de repente aparece el gigantesco monstruo Grangon. Más tarde, una segunda bestia, el monstruo helado Ragorath, surge de las profundidades del océano para comenzar su propio asalto contra la humanidad. El equipo DASH, (Defense Action Squad Heroes), una organización con alta tecnología dedicada a esta clase de desafíos extraños e inusuales, entra en acción. Pero cuando el avión del equipo DASH es derribado a causa de los monstruos, Kaito Toma, un voluntario que trabaja en la zona, sube al avión estrellado y lo pilota contra Ragorath y Grangon. Durante la batalla, Kaito se ve transportado a un extraño reino de otro mundo donde conoce a un ser alienígena gigantesco. El extraterrestre le dice que, dada su valentía, ha decidido combinar su vida con la suya. De ahora en adelante, cuando aparezca el peligro, Kaito tendrá el poder de transformarse en el poderoso superhéroe de 40 metros (120 pies) de altura, ¡Ultraman Max!. | |                    |                             |                               |
| 2 | «The Girl Who Keeps a Monster (La chica que tiene un monstruo)» «en japonés: 怪獣を飼う女, (Kaijū o Kau On'na?)» | Shusuke Kaneko     | Kengo Kaji y Yūji Kobayashi | 9 de julio de 2005            |
| En una noche tranquila, Eleking, un monstruo gigantesco que absorbe electricidad, aparece de repente ¡en el centro de la ciudad. El monstruo comienza a absorber la energía de la ciudad. Kaito, que ahora es miembro de DASH, y el resto del equipo entran en acción para intentar destruir a la bestia. Pero Eleking desaparece misteriosamente. Para poder encontrar al monstruo, el equipo DASH crea un escáner. Pero, en lugar de conducirlos hasta el monstruo, los lleva a un apartamento corriente de la ciudad, donde vive una joven oficinista. | |                    |                             |                               |
| 3 | «Proof of a Brave Man (Prueba de un hombre valiente)» «en japonés: 勇士の証明, (Yūshi no Shōmei ?)» | Hirochika Muraishi | Hideyuki Kawakami           | 16 de julio de 2005           |
| Ultraman Max es el protector de la humanidad. Pero el mundo no sabe si este nuevo ser extraterrestre es amigo o enemigo, por lo que se crea un equipo para investigarlo y determinar su naturaleza. Kaito, la forma humana de Ultraman Max, quiere desesperadamente demostrar que Max está del lado de la humanidad. En ese momento aparece el monstruo volador Regila. Kaito ve la oportunidad de demostrarlo, e intenta transformarse en Ultraman Max. Pero desgraciadamente ya no puede transformarse. | |                    |                             |                               |
| 4 | « Infinite Invaders (Invasores infinitos)» «en japonés: 無限の侵略者, (Mugen no Shinryakusha ?)» | Hirochika Muraishi | Kengo Kaji y Sotaro Hayashi | 23 de julio de 2005           |
| Una noche, unos seres extraterrestres aparecen en el estadio de la ciudad. Los agentes del equipo DASH, Kaito y Mizuki, son enviados a investigar. Allí se encuentran con criaturas del planeta Slan, que son seres capaces de viajar a gran velocidad. Después de luchar contra las ellos, Kaito y Mizuki se encuentran atrapados dentro de un extraño avión alienígena, y descubren que las criaturas del planeta Slan tienen la intención de conquistar la Tierra. | |                    |                             |                               |
| 5 | «A Monster Island Appears! (Aparece una isla de monstruos)» «en japonés: 出現、怪獣島!, (Shutsugen, Kaijūtō! ?)» | Hiroaki Tochihara  | Kiyoto Takeuchi             | 30 de julio de 2005           |
| Se descubre una extraña isla en el Pacífico. Los agentes de DASH, Kaito y Mizuki, son enviados a investigar. Allí se encuentran con Pigmon, un pequeño monstruo amigable. Pero hay más habitantes en la isla, unos cazadores que quieren capturar a Pigmon, además de otros monstruos, como Red King, una gigantesca criatura parecida a un dinosaurio, o los monstruos gigantes Salamadon y Balagular. Ahora le toca a nuestro héroe Ultraman Max, proteger a la gente de estas tres bestias gigantes. | |                    |                             |                               |
| 6 | «5 Seconds Before Bombing (Cinco segundos antes del bombardeo)» «en japonés: 爆撃、５秒前, (Bakugeki, Gobyō Mae?)» | Hiroaki Tochihara  | Kiyoto Takeuchi             | 6 de agosto de 2005           |
| Segunda parte de la historia que comenzó en el episodio 5. El Equipo DASH descubre que la misteriosa isla de los monstruos avanza hacia Japón y, si continúa, pronto chocarán provocando una explosión enorme. La única forma de evitarlo, es volar la isla con una bomba superpoderosa. Pero Kaito y Mizuki siguen atrapados en la isla. Pigmon intenta ayudar y revela un sorprendente secreto sobre su verdadera identidad. | |                    |                             |                               |
| 7 | «Destroyer of Stars' (Destructor de estrellas)» «en japonés: 星の破壊者, (Hoshi no Hakaisha?)» | Kengo Kaji         | Kengo Kaji y Takahiro Ōkura | 13 de agosto de 2005          |
| Se descubre una extraña puerta a otra dimensión en las montañas, y Kaito y Mizuki son enviados a investigar. En una cueva, Mizuki conoce a un hombre misterioso que le dice que es un extraterrestre llamado Kesam. Cuenta que se quedó en la Tierra, cuando se le estropeó el dispositivo que utilizaba para viajar de un planeta a otro. Kesam está herido y Mizuki lo ayuda a recuperarse. Pero Kesam no es lo que parece, tiene la intención de destruir a la humanidad porque está arruinando el planeta Tierra. | |                    |                             |                               |
| 8 | «DASH Annihilated! (¿¡DASH aniquilado!?)» «en japonés: DASH 壊滅!? (Dasshu Kaimetsu!??)» | Kengo Kaji         | Sotaro Hayashi              | 20 de agosto de 2005          |
| Es el cumpleaños del agente Kaito y el resto del equipo DASH le prepara una sorpresa. Pero antes de que puedan comenzar, llega un mensaje urgente, un meteorito gigantesco se dirige a la Tierra. Los agentes de DASH, Sean y Koshinaga, viajan hasta el meteoro y logran romperlo. Justo cuando parece que el peligro para el planeta Tierra ha terminado, descubren que una criatura extraña y temible estaba dentro del meteoro. Un monstruo gigante parecido a un insecto Bagdalas. Además, el monstruo está a punto de poner sus huevos. Si estos eclosionan y se convierten en más monstruos, la Tierra estará condenada. | |                    |                             |                               |
| 9 | «Dragon Lover (Amante del dragón)» «en japonés: 龍の恋人, (Ryū no Koibito?)» | Futoshi Sato       | Yuji Kobayashi              | 27 de agosto de 2005          |
| Los agentes del equipo DASH, Kaito y Mizuki, son enviados a investigar, informes, de que un dragón ha aparecido en un remoto lago de montaña en Natsunome. Mientras están allí, se encuentran con una joven misteriosa que parece tener una conexión con el Dragón Natsunome y con el antiguo templo en el que se decía que estaba encarcelado. Ahora los desarrolladores quieren destruir el templo. La misteriosa chica advierte a Kaito que, si se perturba el templo, el Dragón Natsunome destruirá la aldea. Cuando los desarrolladores comienzan a demoler el templo, aparece el dragón. | |                    |                             |                               |
| 10 | «Young DASH (DASH joven)» «en japonés: 少年DASH, (Shōnen Dasshu ?)» | Futoshi Sato       | Yosuke Kuroda               | 3 de septiembre de 2005       |
| Un grupo de escolares llega a la Base Titán del equipo DASH para una excursión. Entre ellos se encuentra Masayuki, un pequeño niño que sueña con unirse al equipo cuando sea mayor. Antes de que termine la excursión aparece el monstruo Metasisas. Incluso la chica androide Elly no puede predecir dónde aparecerá este monstruo a continuación. Cada vez que los agentes Koba y Sean intentan atacar a Metasisas, esta desaparece. Sin embargo, de alguna manera, Masayuki parece saber dónde aparecerá el monstruo a continuación. | |                    |                             |                               |
| 11 | «Prophecy of Baradhi (Profecía de Baradhi)» «en japonés: バラージの予言, (Barāji no Yogen?)» | Shusuke Kaneko     | Masaya Ozaki                | 10 de septiembre de 2005      |
| Bajo el suelo de las calles de la ciudad, el poderoso monstruo magnetizado Antlar, emerge de repente. Cuando el monstruo es atacado con misiles, utiliza su fuerza magnética para repeler el ataque. Una antigua profecía de la desaparecida civilización de Varaji, dice que Antlar fue derrotado una vez por una misteriosa piedra azul, pero que el monstruo resurgiría en 4.000 años para aniquilar a la civilización que destruye la naturaleza. Los agentes de DASH, Mizuki y Kaito, comienzan una búsqueda frenética de la misteriosa piedra azul. | |                    |                             |                               |
| 12 | «Pursuit at Supersonic Speed (Persecución a velocidad supersónica)» «en japonés: 超音速の追撃, (Chō Onsoku no Tsuigeki?)» | Shusuke Kaneko     | Jirō Kaneko                 | 17 de septiembre de 2005      |
| Para probar un nuevo avión, el agente de DASH, Koba, emprende un vuelo a velocidad supersónica. Mientras el resto del equipo observa el vuelo, escuchan la música de una nueva banda popular llamada “The Bad Scanners”. En ese momento aparece un objeto volador no identificado que ataca el avión de Koba. Él consigue salvarse justo a tiempo y el objeto no identificado escapa. Momentos después, en el lugar donde están dando un concierto “Bad Scanners”, el objeto aterriza. Es el monstruo volador supersónico Halen. Kaito descubre una conexión sorprendente, el monstruo parece sentirse atraído por la música de “The Bad Scanners”. | |                    |                             |                               |
| 13 | «Daughter of Zetton (Hija de Zetton)» «en japonés: ゼットンの娘, (Zetton no Musume ?)» | Takeshi Yagi       | Shozo Uehara                | 24 de septiembre de 2005      |
| Un día, una joven extraña se enfrenta a Yoshinaga, el científico del equipo DASH. “Soy la hija del alienígena Zetton”, dice, “y traigo un mensaje. Zetton destruirá al protector de la Tierra, Ultraman Max”. Pero se ha colocado un gigantesco escudo protector sobre la Tierra, por lo que el Equipo DASH cree que ninguna fuerza alienígena podrá atravesarlo. Sin embargo, de alguna manera, la joven rompe las defensas y aparece en la Base Titán. Con la súper fuerza, que posee, la niña se enfrenta a todo el equipo y justo cuando parece que el Equipo DASH puede ganar la pelea, aparece el monstruo alienígena Zetton. Kaito se transforma en Ultraman Max y luchan. Pero la batalla dura demasiado y Ultraman Max agota toda su energía. En ese momento aparece otro Ultraman. | |                    |                             |                               |
| 14 | «I Love King Joe (Amo al rey joe)» «en japonés: 恋するキングジョー, (Koi Suru Kingu Jō?)» | Takeshi Yagi       | Shozo Uehara                | 1 de octubre de 2005          |
| Cuatro objetos misteriosos caen del cielo. El equipo DASH entra en acción para destruir los objetos antes de que lleguen a la ciudad. Pero antes de que puedan actuar, los objetos explotan y deletrean las palabras "King Joe". Kaito va a buscar a Natsumi, la chica que había advertido al Equipo DASH sobre Zetton. Pero Natsumi ahora está libre de la influencia de Zetton y es una joven corriente, que trabaja como maestra de escuela. Kaito, comienza a seguirla porque sospecha que Zetton todavía puede estar influyendo sobre ella. Entonces descubre que hay un robot que a suplantado la identidad de Natsumi. Poco después, el alienígena Zetton reaparece y una vez más toma el control de Natsumi. | |                    |                             |                               |
| 15 | «Miracle of the Third Planet (Milagro del Tercer Planeta)» «en japonés: 第三番惑星の奇跡, (Dai Sanban Wakusei no Kiseki?)» | Takashi Miike      | Masaru Nakamura             | 8 de octubre de 2005          |
| Un extraño objeto blanco gigantesco cae a la Tierra. Aunque el objeto parece inofensivo, el equipo DASH decide no correr ningún riesgo. Intentan quemar el objeto, pero en cambio se convierte en un extraño monstruo que escupe fuego. Cuando el Equipo DASH dispara misiles a la criatura, ésta los devuelve. La androide Elly determina que el monstruo, llamado If, responderá a cualquier ataque exactamente con el mismo ataque. Ultraman Max lucha contra ella, pero el monstruo incluso absorbe su ataque y responde exactamente con la misma fuerza. Ultraman Max se ve obligado a dejar de luchar. Mientras tanto, If, comienza a destruir el mundo con todo el poder de Ultraman Max. Justo cuando parece que nada puede detener al monstruo, una niña se acerca a la criatura dormida. Análisis: Destruimos lo que no entendemos. Nosotros, como raza humana, intentamos la violencia antes que la comprensión. Nota: La edición en DVD contenía un final alternativo con un toque más cómico.                       | |                    |                             |                               |
| 16 | «Who Am I? (¿Quién soy?)» «en japonés: わたしはだあれ?, (Watashi wa Daare?)» | Takashi Miike      | Masaru Nakamura             | 15 de octubre de 2005         |
| El equipo DASH investiga los extraños e inexplicables casos de pérdida de memoria que suceden en toda la ciudad. Descubren que el efecto se está extendiendo desde un área donde cayeron tres meteoros hace una semana. Pero mientras llevan a cabo la investigación, descubren que sus propios recuerdos se están viendo afectados hasta el punto de no poder recordar los nombres de los demás. Sólo Elly, el miembro androide del Equipo DASH, no se ve afectada. De repente, aparecen tres extrañas criaturas... los gatos monstruosos espaciales, Flopsy, Mopsy y Blackie. Pero Kaito no puede recordar cómo transformarse en Ultraman Max. Y cuando finalmente se acuerda, no puede recordar cómo luchar. | |                    |                             |                               |
| 17 | «Ice Beauty (Belleza de Hielo)» «en japonés: 氷の美女, (Kōri no Bijo?)» | Hideaki Murakami   | Jiro Kaneko                 | 22 de octubre de 2005         |
| Se descubre una hermosa niña en el hielo de la Antártida. Ha estado allí congelada en perfectas condiciones durante 10.000 años. El bloque de hielo que contiene a la niña se envía a la Base Titán para su investigación. Todos los miembros del Equipo DASH están cautivados por la increíble belleza de la niña. El agente Koba se ve especialmente afectado. De repente aparece Elargar, un monstruo de las profundidades marinas. El equipo DASH entra en acción. Pero cuando está a punto de atacar al monstruo, el agente Koba ve el rostro de la chica en el hielo. Ella está llorando y Koba descubre que no puede continuar con el ataque. | |                    |                             |                               |
| 18 | «Bright World (Mundo Brillante)» «en japonés: アカルイセカイ, (Akarui Sekai?)» | Hideaki Murakami   | Takuro Fukuda               | 29 de octubre de 2005         |
| Una noche tranquila, aparece un segundo sol en el cielo. Sin más noche, la gente de la ciudad empieza a confundirse. Cuando Elly, el miembro androide del Equipo DASH, investiga, descubre que no es un nuevo sol, sino un espejo gigantesco en órbita alrededor de la Tierra. Alguien está usando este espejo para reflejar la luz del sol sobre Japón. Un hombre extraño aparece en la Base Titán del Equipo DASH y dice ser un extraterrestre del planeta Shama. Les entrega una tarjeta de presentación y, muy cortésmente, afirma que está aquí para conquistar el mundo. Entonces, el alienígena muestra su verdadera forma, que es la de un monstruo gigantesco. Aparece Ultraman Max, pero descubre que el cuerpo del extraterrestre es una ilusión y ni siquiera puede tocarlo. Sin embargo, el extraterrestre puede causar daños a la ciudad. | |                    |                             |                               |
| 19 | «Person Coming from the Door (Persona que viene por la puerta)» «en japonés: 扉より来たる者, (Tobira yori Kitaru Mono?)» | Hirochika Muraishi | Sotaro Hayashi              | 5 de noviembre de 2005        |
| Debido a los frecuentes desastres naturales, se desentierran una serie de ruinas antiguas. Entre ellas se encuentra una talla antigua que parece mostrar a Ultraman Max luchando contra un extraño monstruo. Sin embargo, la talla tiene miles de años. Otro de los artefactos antiguos parece ser una especie de rompecabezas, que se vuelve a armar espontáneamente y aparece una extraña puerta. Desde más allá de la puerta llega la extraña criatura alienígena Tara. Después de que la criatura se enfrente con Kaito y Mizuki, se retira al otro lado de la puerta llevándose al Agente Mizuki con él. Pronto descubre que está en otro mundo con tres soles en el cielo, un mundo gobernado por el monstruoso Gilfas. | |                    |                             |                               |
| 20 | «Drifting Monster (monstruo a la deriva)» «en japonés: 怪獣漂流, (Kaijū Hyōryū ?)» | Hirochika Muraishi | Ai Ōta                      | 12 de noviembre de 2005       |
| Las fluctuaciones en la energía del sol provocan la aparición de un extraño monstruo. Esta extraña criatura se llama “Cloud (nube)” y simplemente flota sobre la ciudad, profundamente dormida, por el momento no es una amenaza, por lo que el Equipo DASH decide intentar eliminarlo antes de que despierte. El monstruo dormido comienza a flotar con los vientos provocando pánico en la ciudad. Pero a medida que el Equipo DASH mueve las nubes, estas se vuelven pesadas y comienzan a caer en la Tierra. Elly descubre que el monstruo flota mientras esta dormido, pero si se despierta se volverá pesado y caerá al suelo. Por la ciudad se corre la voz de que toda la gente debe guardar silencio para evitar despertar al monstruo. | |                    |                             |                               |
| 21 | «Challenge from Underground (Desafío subterráneo)» «en japonés: 地底からの挑戦, (Chitei kara no Chōsen?)» | Hiroaki Tochihara  | Noboru Takagi               | 19 de noviembre de 2005       |
| Gomorasaurus, un dinosaurio del que se pensaba que nunca había vivido en Japón, se encuentra en la prefectura de Nagano. Un periodista que se encuentra en el lugar, teoriza sobre que los restos pueden haber sido introducidos de contrabando en el país, hace veinte años por una organización peligrosa. De hecho, el jefe de esa organización era el padre del periodista. De repente, comienzan a ocurrir una serie de misteriosos terremotos, y el Equipo DASH descubre que el padre del periodista tiene un laboratorio subterráneo donde ha estado realizando experimentos destinados a crear un dinosaurio, ahora conocido como Gomora, para que sea más violento y destructivo. | |                    |                             |                               |
| 22 | «Butterfly Dream (Sueños de mariposa)» «en japonés: 胡蝶の夢, (Kochō no Yume ?)» | Akio Jissoji       | Yūji Kobayashi              | 26 de noviembre de 2005       |
| El agente Kaito, el miembro del Equipo DASH que se transforma en Ultraman Max, descubre que toda su existencia puede ser la fantasía del escritor de una serie de televisión llamada ULTRAMAN MAX. El escritor tiene pesadillas en las que se convierte en el Agente Kaito. En los sueños, Kaito conoce a una mujer extraña que dice ser una creadora de monstruos. Le pide a Kaito que la ayude a diseñar el monstruo más temible al que se haya enfrentado Ultraman Max, y juntos crean una criatura aterradora llamada Madeus. Cuando Madeus ataca la ciudad, Ultraman Max debe luchar contra un monstruo que él mismo ha creado y que es lo suficientemente poderoso como para derrotarlo. | |                    |                             |                               |
| 23 | «Youth Again (Juventud otra vez)» «en japonés: 甦れ青春, (Yomigaere Seishun ?)» | Hiroaki Tochihara  | Yūji Kobayashi              | 3 de diciembre de 2005        |
| Kaito viaja con el jefe Tomioka a la base Poseidón del equipo DASH en el Pacífico Sur. Allí, Tomioka se reencuentra con su viejo amigo, el profesor Dateh, con quien una vez sirvió. Antes de que puedan comenzar con su reunión, aparece el monstruo submarino Flaigular. La repentina aparición del monstruo se debe a la destrucción del medio ambiente por parte de la humanidad. Sintiéndose responsable de la aparición del monstruo, el profesor pilota un nuevo avión, que ha desarrollado, para intentar detener su ataque. | |                    |                             |                               |
| 24 | «The Untargeted Town (La ciudad no dirigida)» «en japonés: 狙われない街, (Nerawarenai Machi ?)» | Akio Jissoji       | Yūji Kobayashi              | 10 de diciembre de 2005       |
| En cierta ciudad, sucesos inexplicables suceden uno tras otro. Los ciudadanos comunes y corrientes de repente se vuelven violentos. Más tarde pierden el conocimiento y no recuerdan lo que ha pasado. Cuando DASH comienza a investigar, descubre que algo muy similar sucedió en el mismo pueblo veinte años atrás. En ese caso, fueron las personas que fumaban cigarrillos las que de repente se volvieron violentas. DASH descubre que, esta vez, los incidentes parecen estar relacionados con el uso de teléfonos móviles. Mientras trabajan en el caso, el agente Kaito sigue a un extraño hombre vestido de negro, y justo cuando está a punto de alcanzarlo, suena un teléfono móvil abandonado en el camino. Cuando Kaito levanta el teléfono, recibe un extraño mensaje. | |                    |                             |                               |
| 25 | «A Distant Friend (Un amigo lejano)» «en japonés: 遥かなる友人, (Haruka Naru Yūjin ?)» | Takeshi Yagi       | Ai Ōta                      | 17 de diciembre de 2005       |
| Un día, un extraterrestre llamado Keef, viene a visitar a un niño pequeño de carácter amable llamado Kakeru. Esta criatura del planeta Nerilu, es amigable y amante de la paz. Debido a que su planeta se está muriendo, el extraterrestre viaja por la galaxia buscando un nuevo hogar para su gente. Pero cuando regresó a Nerilu, descubrió que su raza ya había desaparecido. Al descubrir vida en el planeta Tierra, Keef, se alegró al principio, pero luego descubrió que la gente de la Tierra considera a los extraterrestres como enemigos. Kakeru lleva al extraterrestre a un parque un domingo por la tarde para mostrarle la bondad de la gente. Mientras tanto, el Equipo DASH descubre la nave espacial del alienígena, se encuentran con él y lo llevan a su base. Cuando el extraterrestre conoce al Agente Kaito, reconoce inmediatamente que es Ultraman Max, y decide hacerle una extraña petición. En ese momento aparecerá en la ciudad el monstruo alienígena Godley.                                    | |                    |                             |                               |
| 26 | «Elly of Christmas (Elly de Navidad)» «en japonés: クリスマスのエリー, (Kurisumasu no Erī?)» | Takeshi Yagi       | Ai Ōta                      | 24 de diciembre de 2005       |
| En Navidad, incluso los miembros del equipo DASH, intentan mantener el espíritu navideño. Los agentes Sean y Koba llevan a Elly, miembro androide del equipo, a ver las luces. Es la primera vez que sale de la Base Titán y las luces de colores del pueblo le parecen muy misteriosas. Koba y Sean se dan cuenta de que han olvidado algo en una tienda y vuelven corriendo a buscarlo, dejando a Elly sola. Justo en ese momento se escucha un extraño grito por todo el pueblo. Un segundo después, aparece una extraña pero hermosa criatura llamada Unijin. Cuando Elly mira a la criatura es como si recibiera una tremenda descarga eléctrica y se desploma. | |                    |                             |                               |
| 27 | «The Stolen Max Spark (La chispa máxima robada)» «en japonés: 奪われたマックススパーク, (Ubawareta Makkusu Supāku ?)» | Takeshi Yagi       | Chiaki Konaka               | 31 de diciembre de 2005       |
| Cuando llaman a la policía por una denuncia de ruido, descubren a un hombre desmayado en su apartamento. En su acuario encuentran una extraña criatura. Cuando el Equipo DASH investiga, descubre que la criatura es la forma larvaria del monstruo Eleking. La larva emite una señal eléctrica, y cuando el Equipo DASH sintoniza su equipo a esa frecuencia, descubren que hay muchas larvas de Eleking por toda la ciudad. Si todos se convirtieran en monstruos, sería el mayor desastre al que se han enfrentado. Ni siquiera Ultraman Max podría derrotarlos a todos. Los agentes Kaito y Mizuki rastrean una de las señales hasta cierta casa, donde se encuentran con extraterrestres del planeta Pitt, que planean utilizar a los monstruos Eleking para apoderarse del mundo. | |                    |                             |                               |
| 28 | «Evil Attacks (Ataques malvados)» «en japonés: 邪悪襲来, (Jaaku Shūrai ?)» | Hirochika Muraishi | Sotaro Hayashi              | 7 de enero de 2006            |
| Hace mucho tiempo, un planeta lejano de la Vía Láctea fue destruido por el monstruo Ruganogar. Sólo una de las nativas del planeta, Lilka, logró escapar de la destrucción en una cápsula especial. El monstruo Ruganogar partió a través de la oscuridad del espacio en busca de esta cápsula. Ahora, muchos años después, Lilika vive en la Tierra como una niña humana común y corriente. Durante las vacaciones de Año Nuevo, el agente Kaito toma un necesario descanso y conoce a Lilika. Ella le confiesa su verdadera identidad y también le dice que el monstruo que destruyó su planeta, ahora se dirige a la Tierra para hacer lo mismo. | |                    |                             |                               |
| 29 | «Why Do Monsters Appear (¿Por qué aparecen los monstruos?)» «en japonés: 怪獣は何故現れるのか, (Kaijū wa Naze Arawareru Noka ?)» | Hirochika Muraishi | Chiaki Konaka               | 14 de enero de 2006           |
| La profesora Yoshinaga del equipo DASH, aparece en un programa de entrevistas de televisión donde le preguntan: "¿Por qué aparecen tantos monstruos?". Justo cuando comienza el programa, un monstruo gigante llamado Geronga, aparece en el corazón de la ciudad. Pero este monstruo no es nuevo, Hace 40 años también apareció durante el rodaje de otro programa de televisión, y uno de los participantes de ese programa recuerda a la criatura. Quizás, esta persona, tenga la respuesta sobre cómo detener a Geronga. | |                    |                             |                               |
| 30 | «Courage Is from the Heart (El coraje viene del corazón)» «en japonés: 勇気を胸に, (Yūki o Mune ni?)» | Toshiyuki Takano   | Chiaki Konaka               | 21 de enero de 2006           |
| El cadáver de un monstruo es descubierto en las montañas y parece ser idéntico al de Grangon, que apareció al mismo tiempo que el monstruo Ragorath. Las marcas de dientes en el monstruo muerto indican que fue atacado por otra criatura y cuando el Equipo DASH lo investiga, descubre que las marcas de dientes parecen ser las de un monstruo parecido Ragorath. El agente Sean, diseña un arma que cree que puede destruirlo. Pero cuando encuentran al monstruo, no es el mismo Ragorath, ha cambiado, ahora ha evolucionado hasta convertirse en un nuevo monstruo al que llaman Ragorath Evo. Sean trabaja para mejorar su arma. | |                    |                             |                               |
| 31 | «Burn! Earth!! (¡¡Quema! ¡¡Tierra !!)» «en japonés: 燃えつきろ! 地球!!, (Moe Tsukiro! Chikyū!! ?)» | Kengo Kaji         | Kazuki Nakashima            | 28 de enero de 2006           |
| El monstruo en llamas Moetarangah, aparece en el corazón de la ciudad y el Equipo DASH entra en acción para enfrentarse a la bestia en su avión de combate. Pero durante el ataque, el monstruo proyecta una luz brillante desde su cuerpo. El DASH Bird queda atrapado en el haz de luz y se estrella. El equipo sobrevive al accidente, pero quedan afectados por el extraño rayo de luz del monstruo. Sus cuerpos parecen arder de luz y calor. El equipo inicia otro ataque contra Moetarangah, pero esta vez sus acciones son descoordinadas. Incluso los residentes de la ciudad se ven afectados por el rayo de luz del monstruo e intentan atacar a la bestia. En ese momento aparece Ultraman Max. Pero el agente Kaito, también se vio afectado por el rayo de luz, por lo que su forma de combatir es precipitada y descoordinada. Además, el temporizador de energía de Ultraman Max comienza a parpadear, y de los tres minutos que duraba su poder, ahora sólo dura dieciocho segundos.                            | |                    |                             |                               |
| 32 | «Elly Destruction Directive (Directiva de destrucción de Elly)» «en japonés: エリー破壊指令, (Erī Hakai Shirei ?)» | Kengo Kaji         | Takahiro Ōkura              | 4 de febrero de 2006          |
| Alguien o algo ha tomado el control de Elly, miembro androide del Equipo DASH, y bajo ese control, ella escapa en el DASH Alpha. Quien haya tomado el control de Elly utiliza el conocimiento de su cerebro electrónico para paralizar todos los sistemas informáticos de la Base Titán. El agente Koba inmediatamente sale en busca de Elly. Cuando Koba finalmente encuentra a Elly, se encuentra con Kelus, un ser alienígena que planea destruir todas las bases de la UDF en la Tierra. Para completar su plan, Kelus ha convertido al androide Elly en un dispositivo de lanzamiento de misiles. Ahora para poder salvar a la UDF del ataque de Kleus, el Equipo DASH recibe la orden de destruir Elly. | |                    |                             |                               |
| 33 | «Welcome! To The Earth: Part 1: The Science of the Planet Baltan (¡Bienvenido! A la Tierra: Parte 1: La ciencia del planeta Baltan)» «en japonés: ようこそ! 地球へ 前篇 バルタン星の科学, (Yōkoso! Chikyū e Zenpen Barutan Sei no Kagaku ?)» | Toshihiro Iijima   | Takahiro Ōkura              | 11 de febrero de 2006         |
| Toshihiro Iijima, se encuentra un extraño objeto parecido a un caparazón. En él, hay una pequeña criatura alienígena que se parece a una langosta. El extraterrestre dice: “Soy un niño del planeta Baltan. He venido a la Tierra para advertirles que Dark Baltan está planeando invadir la Tierra”. Después, la criatura alienígena cambia su forma a la de una niña. El equipo le pone el sobrenombre de "Tiny", y tiene el poder de manipular la gravedad. De repente, comienzan a ocurrir sucesos extraños y el Equipo DASH comienza investigar, pero antes de que puedan hacerlo, aparece el gigantesco monstruo Dark Baltan. Ultraman Max intenta destruir al monstruo, pero el poder de Dark Baltan es tan grande que derrota al mismísimo Ultraman Max. | |                    |                             |                               |
| 34 | «Welcome! To The Earth: Part 2: Farewell Alien Baltan (¡Bienvenido! A la Tierra: Parte 2: Adiós, Alien Baltan)» «en japonés: ようこそ! 地球へ 後篇 さらば!バルタン星人, (Yōkoso! Chikyū e Kōhen Saraba! Barutan Seijin ?)»                   | Toshihiro Iijima   | Kitao Senzoku               | 18 de febrero de 2006         |
| Ultraman Max es derrotado por el poderoso alienígena Dark Baltan, el cual ríe triunfante y después desaparece. El equipo DASH consulta con Tiny, la joven que les advirtió sobre la invasión de Dark Baltan. Ella les dice que puede haber una manera de derrotarlo, pero que no va a ser nada fácil. Mientras tanto, Elly, miembro androide del Equipo DASH, capta una extraña señal proveniente del espacio exterior, Dark Baltan está regresando y muy pronto Ultraman Max, tendrá que enfrentarse de nuevo contra el monstruo que le ha derrotado. | |                    |                             |                               |
| 35 | «Adam and Eve of M32 Nebula (Adán y Eva de la Nebulosa M32)» «en japonés: M32星雲のアダムとイブ, (Emu Sanjūni Seiun no Adamu to Ibu ?)» | Shusuke Kaneko     | Keisuke Fujikawa            | 25 de febrero de 2006         |
| Una estrella dentro de la Nebulosa M32, termina con su vida. Poco después, el telescopio satelital detecta un objeto volador que viene de esa estrella hacia la Tierra. El equipo DASH comienza a investigar y descubre que el objeto es una criatura gigantesca que parece estar dormida. Elly, miembro androide del equipo DASH, determina que la criatura está enviando algún tipo de señal, de la que descubre que la criatura se llama Hophop y que ha escapado de una estrella moribunda, buscando un nuevo lugar para vivir y criar a sus crías. El equipo DASH entra en acción para intentar encontrar a las crías de la criatura. Mientras tanto, algunos niños que han encontrado varias de esas pequeñas criaturas espaciales deciden esconderlas, porque temen que, si el Equipo DASH las encuentra, acabara destruyéndolas. Cuando la gigantesca criatura Hophop descubre que sus crías han desaparecido, sale a buscarlas provocando caos y destrucción.                                                           | |                    |                             |                               |
| 36 | «Alternate Dimension World (Mundo de dimensión alternativa)» «en japonés: イジゲンセカイ, (Ijigen Sekai ?)» | Shusuke Kaneko     | Takuro Fukuda               | 4 de marzo de 2006            |
| Un profesor experto en el estudio de otras dimensiones, instala una máquina en la Base Titán para detectar invasiones de otras dimensiones. El profesor, comienza un experimento para probar la máquina y poco después de configurarla, el pequeño y amigable monstruo Pigmon, aparece en Base Titán. Cuando Kaito ve a Pigmon, comprende que les está advirtiendo de que el monstruo Red King se acerca. Según Pigmon, Red King ahora existe en otra dimensión y alguien lo está llamando a nuestro mundo. Temiendo que la nueva máquina sea la causante, el equipo DASH intenta detener el experimento. Pero descubren, que el profesor es en realidad un extraterrestre del planeta Shama, y que ha creado la máquina para traer de vuelta al Red King. | |                    |                             |                               |
| 37 | «Constellation Thief (Ladrón de constelaciones)» «en japonés: 星座泥棒, (Seiza Dorobō ?)» | Takeshi Yagi       | Yūji Kobayashi              | 11 de marzo de 2006           |
| Los agentes de DASH, Mizuki y Kaito están mirando las estrellas. Mizuki ha estado fascinada por las estrellas desde que le ocurrió una extraña experiencia durante su infancia. Mientras las miran, Kaito nota algo extraño. Las estrellas parecen estar formando una nueva constelación con forma de monstruo, y Mizuki al verla se sorprende porque cuando era niña recibió, de un extraño, un libro llamado “El ladrón de constelaciones”, y el mismo monstruo aparecía en ese libro. El monstruo ataca y el Equipo DASH entra en acción. Pero durante el ataque, el monstruo desaparece. Cuando Mizuki va al lugar donde ha desaparecido el monstruo, encuentra un planetario y al mismo hombre que le regaló el libro. Él le dice que es del planeta Saton y que ha estado en la Tierra desde la antigüedad, además también le cuenta la historia del monstruo, al que llama Kepulus y le dice a Mizuki un secreto impactante.                                                                                              | |                    |                             |                               |
| 38 | «Prelude to Earth Destruction (Preludio a la destrucción de la Tierra)» «en japonés: 地上壊滅の序曲, (Chijō Kaimetsu no Jokyoku ?)» | Takeshi Yagi       | Chiaki Konaka               | 18 de marzo de 2006           |
| Aparece el gigantesco monstruo mecánico Scout Basark. El agente Kaito se prepara para la acción, pero justo antes de transformarse, se encuentra frente a frente con Ultraman Max, quien le dice que se acerca el momento en que debe regresar a Nebula M78. Kaito está sorprendido. A partir de ahora, la humanidad deberá proteger el planeta Tierra por sí sola. Ultraman Max lucha contra el monstruo y parece derrotarlo. Sin embargo, pronto empiezan a aparecer extrañas estatuas por toda la ciudad. Las estatuas son en realidad robots, que hablan diciendo: "Gente de la Tierra, a menos que cesen cualquier actividad que dañe el planeta en un plazo de 30 horas, nosotros, los Delos, destruiremos todas las bases DASH". Según el profesor Yoshinaga, Delos, es el nombre de una antigua raza de la cual se decía que vivía bajo tierra. | |                    |                             |                               |
| 39 | «Hold On To! Future (¡Aferrarse a! Futuro)» «en japonés: つかみとれ! 未来, (Tsukami Tore! Mirai?)» | Takeshi Yagi       | Chiaki Konaka               | 25 de marzo de 2006           |
| La raza Delos, unas criaturas que viven en las profundidades de la superficie de la Tierra, ha conseguido destruir todas las bases del mundo del Equipo DASH, y han levantado unas torres que están utilizando para cambiar la composición de la atmósfera terrestre y así poder revertir los daños causados por el ser humano. A pesar de que Mizuki y Kaito fueron a la ciudad de Delos y consiguieron convencerlos de que detuvieran sus ataques, su guerrero mecánico Giga Basark no puede ser detenido. Es más, Giga Basark ya ha analizado a Ultraman Max y conoce todas las debilidades del héroe. Pero a pesar de todo esto, Ultraman Max se enfrenta al monstruo en una batalla terrible. | |                    |                             |                               |
| 40 | «Special Finale -To the Ultra Future- (Final especial -Hacia el Ultra Futuro-)» «en japonés: スペシャルフィナーレ ～ウルトラの未来へ～, (Supesharu Fināre -Urutora no Mirai e- ?)»                                                           | Takeshi Yagi       | Yūji Kobayashi              | 1 de abril de 2006            |
| La paz ha sido restaurada en la Tierra, y Kaito parte para estudiar la galaxia en una misión que durara 30 años en completarse. A su regreso, recuerda sus días luchando como Ultraman Max. Nota: Episodio especial en el que podemos revivir todas las batallas más importantes que Ultraman Max realizó a lo largo de toda la serie. | |                    |                             |                               |

## Lanzamiento
Ultraman Max se emitió por primera vez, a partir del 2 de julio de 2005 hasta el 25 de marzo de 2006, todos los sábados de 7:30 a 8:00 por Chubu-Nippon Broadcasting y TBS.

Algunos de los episodios de Ultraman Max formaron parte de recopilatorios sobre Ultraman:

- Ultraman Retsuden (en japonés: ウルトラマン列伝, Urutoraman Retsuden?), es una serie biográfica de 104 episodios producida por Tsuburaya Production, y emitida del 6 de julio de 2011 al 25 de junio de 2016, por TV Tokyo. [10]
- New Ultraman Retsuden (en japonés: 新ウルトラマン列伝, Shin Urutoraman Retsuden?), serie sucesoria que se emitió del 3 de julio de 2013 al 25 de junio de 2016, con un total de 155 episodios. [11]

Fue lanzado en DVD en Japón, desde diciembre de 2005 hasta el 22 de septiembre de 2006, por Bandai Visual. Los 39 episodios están publicados en 10 volúmenes,donde, el primer volumen contiene 2 episodios, el décimo volumen contiene 5 episodios y los restantes contienen 4 episodios.
- 1.º DVD. 23 de diciembre de 2005 BCBS-2382 [13]
- 2.º DVD. 24 de enero de 2006 BCBS-2383 [14]
- 3.º DVD. 24 de febrero de 2006 BCBS-2384
- 4.º DVD. 24 de marzo de 2006 BCBS-2385
- 5.º DVD. 26 de abril de 2006 BCBS-2386
- 6.º DVD. 26 de mayo de 2006 BCBS-2387
- 7.º DVD. 23 de junio de 2006 BCBS-2388
- 8.º DVD. 28 de julio de 2006 BCBS-2389
- 9.º DVD. 25 de agosto de 2006 BCBS-2390
- 10.º DVD. 22 de septiembre de 2006 BCBS-2391 [15]

El 27 de enero de 2006 se lanzó Ultraman Max The Secret of Max & DASH! (en japonés: ウルトラマンマックス マックス&DASHのひみつ!, Urutoraman makkusu makkusu & dasshu no himitsu!?), este DVD es una versión editada y reconstruida del metraje de la serie de televisión "Ultraman Max". Contenidos grabados:
- 1) Introducción de Ultraman Max (especificaciones, movimientos especiales, etc.)
- 2) Introducción del Equipo DASH (presentación de miembros, introducción de la base, introducción de armas/mechas, etc.) [16]

El 22 de febrero de 2008, se lanzó Climax Stories Ultraman Max (en japonés: クライマックスストーリーズ ウルトラマンマックス, Kuraimakkususutōrīzu urutoraman makkusu?), una recopilación de una hora del contenido televisivo original. La narración está a cargo de Sota Aoyama, el actor que interpreta a Kaito Touma. 

El 26 de octubre de 2012, se lanzó un DVD-BOX. 

Varias ediciones de las mencionadas también fueron editadas en DVD en otros países.

## Música
Tema principal (Opening theme)
- "Ultraman Max" (ウルトラマンマックス, Urutoraman Makkusu?)
  - Letra: Neko Oikawa
  - Composición y arreglos: Yasuharu Takanashi
  - Artista (voz): TEAM DASH con Project DMM

Otras canciones
- "NO LIMITED"
  - Letra, composición y arreglos: Kazuya Daimon
  - Artista: Proyecto DMM

- "Ultra miracle" (ウルトラの奇跡)
  - Letra, composición y arreglos: Kazuya Daimon
  - Artista: Proyecto DMM

- "NOT SO BAD"
  - Letra y composición: Yoshihiro Takahashi
  - Arreglos: ACTION
  - Artista: BAD SCANNERS (ACTION)

- "Goodbye song" (別れの曲)
  - Arreglos: Kuniaki Kuwashima

- "Butterfly" (ちょうちょう)
  - Arreglos/Piano: Toru Fuyuki
  - Artista: Yukari Oshima

- "Red Dragonfly" (赤とんぼ)
  - Arreglos/Piano: Toru Fuyuki
  - Artista: Yukari Oshima

- "TO THE MAX"
  - Letra, composición y arreglos: Kazuya Daimon
  - Artista: Proyecto DMM

- "Take this opportunity" (チャンスをこの手に)
  - Letra y composición: Kazuya Daimon
  - Arreglos: Hiroaki Kagoshima
  - Artista: Project DMM

- "Towards a shining world" (輝ける世界へ)
  - Letra, composición y arreglos: Kazuya Daimon
  - Artista: Proyecto DMM

- "Ultraman Max"
  - Letra, composición y cantante: Sean Nichols
  - Arreglos: Yuzo Hayashi

- "Thunderstorm"
  - Letra y composición: KATSUMI
  - Arreglos: Kazuya Daimon
  - Artista: Project DMM

- "Monster Requiem 2005" (怪獣レクイエム2005)
  - Letra, composición y arreglos: Kazuya Daimon
  - Artista: Project DMM

- “Maybe tomorrow” (明日になれば)
  - Letra y composición: KATSUMI
  - Arreglos: Kazuya Daimon
  - Artista: Project DMM

- "Ultraman Ondo" (ウルトラマン音頭)
  - Letra, composición y arreglos: Kazuya Daimon
  - Artista: Project DMM

## Recepción
Reseña de Andrew Roebuck para Scriptophobic: «Ultraman Max está ambientada en la era del milenio y está llena de referencias a la antigua continuidad de Showa. El diseño renovado de muchos Ultra Kaiju famosos y los actores que protagonizaron la serie original aparecen con bastante regularidad. Miike dirige dos episodios con la mirada puesta en el futuro y juega con los mitos de Ultraman». 
Reseña en Articles of Destroyer: «En general, Ultraman MAX es una buena serie en Ultra-verse. Está repleta de monstruos increíbles, peleas satisfactorias e historias interesantes. No es una serie perfecta, la comedia, a veces, resulta demasiado estúpida. Al final, nada puede igualar el encanto del programa original, pero MAX es una gran serie en sí misma y un gran espectáculo tratado con mucho cuidado y corazón». 
Pedro Morata en una reseña para Asian Movie Pulse, escribió: «En definitiva, los episodios acaban siendo un producto muy divertido y con grandes dosis de emoción, acción, bonitos efectos especiales y humor. También destacan el diseño creativo de los monstruos y algunas actuaciones, como Sota Aoyama, interpretando al propio Kaito, Hitomi Hasebe, interpretando a Mizuki, y Hikari Mitsushima interpretando a Elly, la androide que es quien da las órdenes de telecomunicaciones en la base DASH. Para los fans del género y del personaje en cuestión, esta serie se antoja imprescindible, además de para los fans del director Takashi Miike».